# Ференц Хайош
Ференц Гайош (угор. Hajós Ferenc, словен. Ferenc Hajós; нар. 17 червня 1935, Будапешт) — словенський дипломат угорського походження. Надзвичайний і Повноважний Посол Словенії в Угорщині та за сумісництвом в Україні (1992—1998).

## Життєпис
У 1958 році закінчив юридичний факультет Загребського університету, Загреб.
З 1961 року — голова районного суду, суддя в місті Лендава.
З 1963 року — бере активну участь в національному житті Прекмур'я, був членом словенського національного комітету роботодавців та транскордонних зв'язків.
У 1964—1984 рр. — президентом добровільної пожежної асоціації в місті Лендава.
У 1972—1974 рр. — президент Асоціації правників Прекмур'я. Член Комітету парламенту Словенії з конституційних питань.
У 1992—1998 рр. — незалежна Словенія призначила його першим послом в Угорщині та в Україні з резиденцією в Будапешті.
З 1999 року — член комітету Ради Європи із захисту національних меншин.

## Автор праць
- Egyenjogúság és alkotó jellegű együttélés. Lendava: Magyar Nemzetiségi Önigazgatási Érdekközösség, 1982. 183. p.